# ماکسیم پاشایف
ماکسیم پاشایف (اوکراینی: Максим Вагіфович Пашаєв؛ ۴ ژانویهٔ ۱۹۸۸ – ۱۲ دسامبر ۲۰۰۸ (۲۰ سال)) بازیکن فوتبال اهل اوکراین بود.
از باشگاه‌هایی که در آن بازی کرده‌است می‌توان به باشگاه فوتبال کریفباس کریفیی ریه و باشگاه فوتبال دنیپرو اشاره کرد.
وی همچنین در تیم‌های ملی فوتبال Ukraine national under-16 football team, Ukraine national under-17 football team, Ukraine national under-18 football team, Ukraine national under-19 football team، و زیر ۲۱ سال اوکراین بازی کرده‌است.